# Лютик стоповидный
Лю́тик стопови́дный (лат. Ranúnculus pedátus) — небольшое многолетнее травянистое растение семейства Лютиковые, вид рода Лютик (Ranunculus).
Степное и лесостепное растение с клубневидно утолщёнными корнями, с трёх- и пятираздельными листьями с узкими цельнокрайными долями.

## Ботаническое описание
Многолетнее травянистое растение с прямостоячим слабо ветвящимся стеблем 15—30 см высотой. Корни клубневидно утолщённые. Прикорневые листья на длинных черешках, трёх- — пятираздельные, доли их линейно-продолговатые до линейных. Первые листья в сезоне часто менее рассечённые, трёхлопастные. Стеблевые листья цельные или также трёхраздельные. Листья и стебли почти голые или с рассеянными прижатыми волосками.
Цветки 1,5—2,5 см в диаметре, немногочисленные, расположены на верхушке стебля. Чашелистики яйцевидные, с немногочисленными волосками, иногда почти голые, 4—6 мм длиной. Лепестки обратнояйцевидные, в два раза длиннее чашелистиков.
Плод — яйцевидный многоорешек. Орешки 2—4×1,7—2,3 мм, обратнояйцевидные, сплюснутые с боков, окаймлённые крылом, на верхушке с изогнутым на конце носиком. Поверхность голая, тёмно-коричневая, слабо блестящая, крыло светло-коричневое.
Диплоидный набор хромосом — 2n = 16.

## Распространение
Преимущественно степное и лесостепное растение, встречающееся в степях и на лугах, от Средней Европы до Западной Сибири и Тянь-Шаня. Иногда засоряет посевы.

## Таксономия

### Синонимы
- Ranunculus digitatus Willd. ex Ledeb., 1841
- Ranunculus ornithopodioides Steven ex Ledeb., 1841